# Dünstekoven
Dünstekoven ist eine kleine Ortschaft in der Gemeinde Swisttal im Rhein-Sieg-Kreis im Südwesten von Nordrhein-Westfalen. Am 11. Januar 2023 hatte sie 523 Einwohner.

## Geografie
Die Ortschaft liegt in der Voreifel am Rand des Kottenforstes. In ihrer Nähe befindet sich die Wegeverästelung Eiserner Mann. Dünstekovens ländliche Lage ohne jedwede Industrie oder Gewerbegebiete und die dennoch gute Nahversorgung in der Nachbarortschaft Heimerzheim, bietet Wanderern und Radfahrern insbesondere in den nahen Swistbachauen ideale Bedingungen. Das unmittelbare Umland Dünstekovens ist zudem von der flachen Zülpicher Börde und dem hügeligen Vorgebirge geprägt.
Die Verkehrsverbindungen in die umliegenden Städte Rheinbach, Euskirchen, Bornheim und Brühl, aber auch Bonn (via B 56), Köln und Koblenz (beide via A 61) sind gut. Der öffentliche Nahverkehr erfolgt über den Verkehrsverbund Rhein-Sieg (mittels Linie 845).
In der seit 1980 stillgelegten Kiesabbaugrube im Nordosten von Dünstekoven befindet sich heute ein Naturschutzgebiet nebst Ansitz zur Beobachtung, welches vom Naturschutzbund Deutschland verwaltet wird.

## Geschichte
Dünstekoven führte als Ortsteil von Heimerzheim (zwei Versuche in den 1950er Jahren zur Erlangung der gemeindlichen Selbständigkeit schlugen fehl) bis zur Eingliederung in die neu geschaffene Gemeinde Swisttal durch das Bonn-Gesetz am 1. August 1969 kein eigenes Wappen. Das jetzt gezeigte Wappen lehnt sich an das Siegel einer um 1338 dort ansässigen Familie von Dinstekouen an.
Auch als Herkunftsort einer romanischen Darstellung der Rosa mystica in Sankt Katharina zu Buschhoven ist der Dünstekovener Stift Schillingscapellen zu nennen. So finden regelmäßig Wallfahrten vom früheren Kloster nach Buschhoven statt.

## Politik
Ortsvorsteher von Dünstekoven ist Ralf von der Stein (Stand 2015).

## Vereinsleben
Für das karnevalistische Treiben in der Ortschaft ist die Karnevalsgesellschaft Freundschaftsbund Dünstekoven von 1951 e. V. zuständig. Dünstekoven unterscheidet sich mit seinem Karnevalsruf „Helau“ von den umliegenden Ortschaften des Kölner Umlandes, in denen „Alaaf“ gerufen wird. Der Grund für diese Unterscheidung ist bis heute nicht eindeutig geklärt. Jährlich finden in dem kleinen Ort diverse Karnevalsveranstaltungen statt, darunter eine Prunksitzung, seit 1981 eine Kindersitzung und seit 1948 eine Damensitzung. Der jährliche Karnevalsumzug findet seit 1952 traditionell am Tulpensonntag statt. Zur Karnevalsgesellschaft gehören rund 170 Mitglieder, drei Tanzgruppen (die erste Tanzgruppe wurde 1964 gegründet), ein 1948 gebildetes Damenkomitee, das Männerballett „Dachkallemeusche“ und viele Helfer außerhalb des Vorstandes.
Der SV Rot-Weiß Dünstekoven e. V. repräsentiert die Ortschaft im Fußball und wurde erstmals 1946 gegründet. Zunächst wurden die Spiele des Sportvereins im Nachbarort Heimerzheim und auf einem Feld in der Nähe von Vershoven ausgetragen. 1948 wurde der Sportverein wegen Geld- und Materialmangel jedoch wieder aufgelöst. Die erfolgreiche Neugründung erfolgte am 3. Juli 1960. Seit dem 7. September 1963 verfügt der Sportverein über einen eigenen Sportplatz, der neben der Eigenleistung vieler Vereinsmitglieder mit Hilfe von Land, Kreis und Gemeinde finanziert wurde. 2015 wurde der Sportplatz mit Naturrasen ausgestattet.